# 北条氏親
北条 氏親（ほうじょう うじちか）は、戦国時代の後北条氏の人物。父は後北条家3代当主・北条氏康で、母は今川氏親の娘・瑞渓院。4代当主・氏政の兄にあたる。幼名は西堂丸（せいどうまる）、通称は新九郎（しんくろう）。諱が氏親であることは、「大宅高橋家過去帳」の記載から2010年代に判明した。

## 生涯
天文6年（1537年）、北条家の第3代当主・北条氏康の長男として生まれる。天文18年（1549年）10月7日、弟の氏政とともに飛鳥井雅綱から蹴鞠伝授書を与えられた。天文20年（1551年）の末頃に元服したとみられ、諱を「氏親」と名乗り、また北条家の嫡男として歴代当主の仮名である「新九郎」を名乗る。黒田基樹は「氏親」の名乗りは外祖父である今川氏親と同じであり、生母である瑞渓院による実父に対する敬慕と共に、河東一乱を起こして自分を苦境に追い込んだ弟の今川義元への対抗意識によるものと推測している。
また、『喜連川文書』に足利義氏関連文書として所収されている北条家一門による和歌短冊集の中に「氏親」という人名が登場しており、新九郎氏親のことと思われる。
元服後に武田晴信（信玄）の娘（後の黄梅院）を妻に迎える構想があった。しかし天文21年（1552年）3月21日に16歳で死去した。このため氏康は、氏親の同母弟である次男の氏政を嫡子とした。